# Kathleen Myers
Kathleen Myers (16 de abril de 1899 - 27 de setembro de 1959) foi uma atriz de cinema estadunidense da era do cinema mudo, que atuou em 42 filmes entre 1920 e 1928.

## Biografia
Nasceu Katherine Meyers em 16 de abril de 1899, em Covington, Kenton, Kentucky, filha de John e Elizabeth (Mullen) Meyers.
Seu primeiro filme foi a comédia curta-metragem The Decorator, em 1920, ao lado de Oliver Hardy. Atuou em algumas dessas comédias com Hardy e Jimmy Aubrey, pela Jimmy Aubrey Productions Inc. & Vitagraph Company of América. Após ter atuado pela Vitagraph, atuou pela Universal Pictures, ao lado de atores como Eddie Polo e Herbert Rawlinson. Fez dois seriados, The Secret Four, em 1921, pela Universal Pictures, e Captain Kidd, pela Edie Polo Productions, em 1922, ambos com Eddie Polo. Pela Fox Film atuou em filmes como Dick Turpin (1925), ao lado de Tom Mix, e The Gentle Cyclone, ao lado de Buck Jones, em 1926, num papel secundário. Atuou em comédias como Go West, em 1925, ao lado de Buster Keaton, pela Buster Keaton Productions. Pela Universal Pictures, atuou em Fourth Commandment, em 1926. Seu último filme foi o western A Gentleman Preferred, em 1928, pela Mayfair Productions Inc.

## Vida pessoal
O primeiro casamento de Myers foi com Harold Gowdy Ohnstein, e teve com ele a filha Edna (1920-1975).
Seu segundo casamento foi com Andrew Henry Nordheim, de 3 de maio de 1927 até a morte do marido, em 22 de setembro de 1942.

## Morte
Myers faleceu em 27 de setembro de 1959, em Cincinnati, Ohio, e está sepultada no Spring Grove Cemetery, em Cincinnati.

## Filmografia parcial

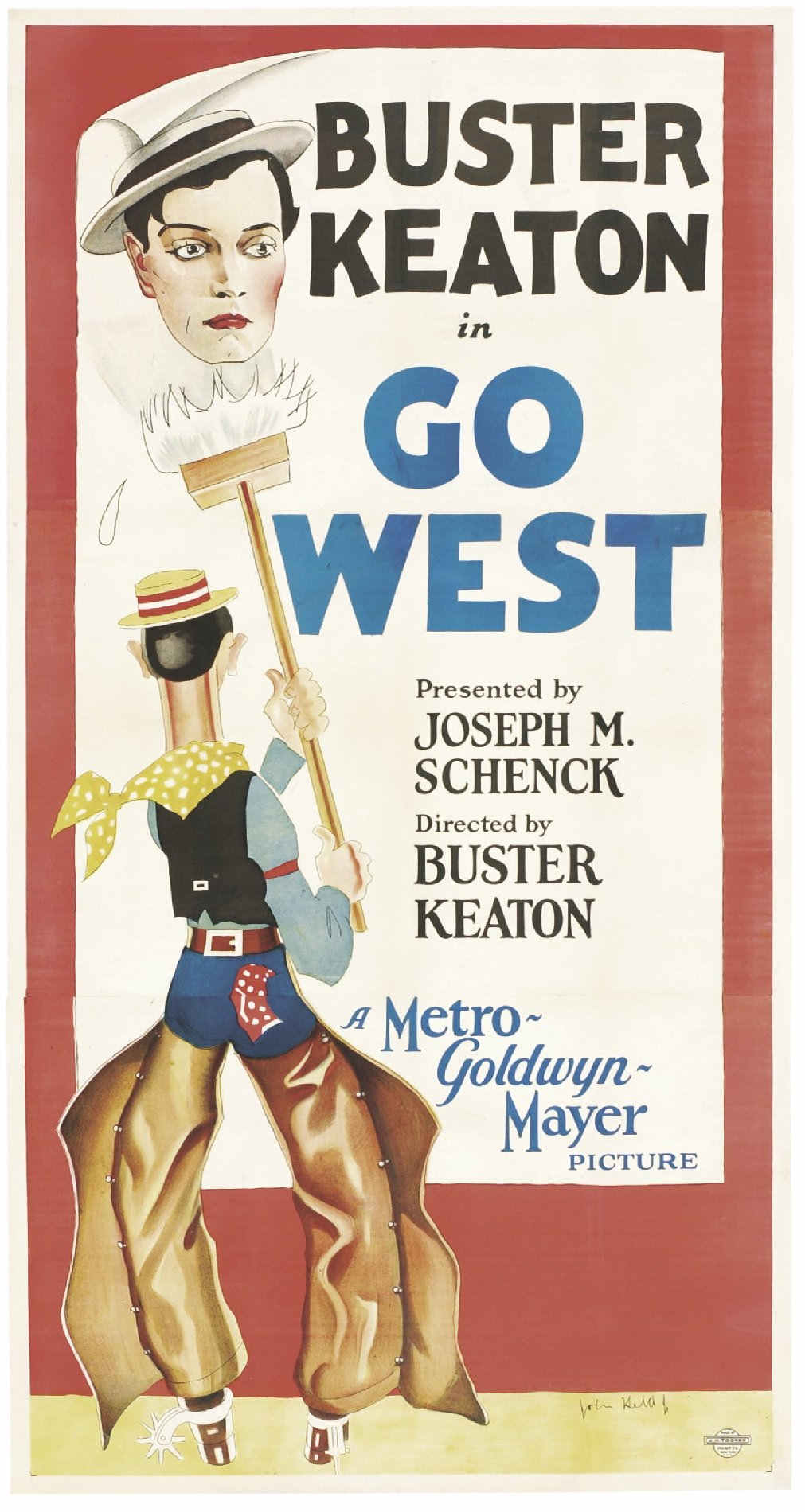
Cartaz do filme Go West, estrelado por Buster Keaton e Kathleen Myers em 1925.

- The Decorator (1920)
- The Trouble Hunter (1920)
- Reputation (1921)[6]
- The Secret Four (1921)
- Captain Kidd (1922)
- The Midnight Cabaret (1923)[7]
- The Gown Shop (1923)[8]
- Horseshoes (1923)[9]
- Stolen Secrets (1924)
- Babbitt (1924)[10]
- Dick Turpin (1925)
- His Supreme Moment (1925)
- Go West (1925)[11]
- Fourth Commandment (1926)
- The Gentle Cyclone (1926)
- Ladies Beware (1927)
- A Gentleman Preferred (1928)